# Eclipse solar de 1 de setembro de 2016

Esquema animado mostrando as áreas atingidas pelo eclipse

O eclipse solar de 1 de setembro de 2016 foi um eclipse anular visível na África e no Oceano Índico. Foi anular sobre a República Democrática do Congo, Madagascar e outros países do centro da África. Foi o eclipse número 39 na série Saros 135 e teve magnitude 0,9736.